# Ján Daniš (poslanec)
Ján Daniš (20. dubna 1919 – ???) byl slovenský a československý politik Komunistické strany Slovenska a poúnorový poslanec Národního shromáždění ČSR.

## Biografie
Ve volbách roku 1954 byl zvolen do Národního shromáždění za KSS ve volebním obvodu Partizánske-Topoľčany. V parlamentu setrval až do konce funkčního období, tedy do voleb roku 1960. K roku 1954 se profesně uvádí jako dělník v Závodě 29. augusta v Partizánském.
V roce 1971 se uvádí jako kandidát Ústředního výboru Komunistické strany Slovenska. 14. sjezd KSČ ho zvolil rovněž za kandidáta Ústředního výboru Komunistické strany Československa.